# Carlos Murria Arnau
Carlos Murria Arnau (València, 23 de juliol de 1921 - Castelló de la Plana, 10 d'abril de 2010) ha estat un fester i polític valencià, diputat en la primera legislatures de les Corts Valencianes.

## Trajectòria
Fill d'un ferroviari, fou perit mercantil i s'establí a Castelló, on ha estat secretari de la Cambra Agrària Provincial de Castelló i de la Federació Provincial d'Agricultors i Ramaders, així com fundador i secretari de la junta de festes de la Magdalena des de 1945. El 1946 també va editar la publicació Festividades
Fou elegit diputat dins les files d'Alianza Popular per la circumscripció de Castelló a les eleccions a les Corts Valencianes de 1983. Ha estat vocal de les Comissions de Governació i Administració Local i
d'Agricultura, Ramaderia i Pesca de les Corts Valencianes. No es va presentar a les eleccions de 1987. Després ha continuat vinculat a les festes de Castelló. El 21 de febrer de 2010 va rebre el títol de Gaiater de l'Any. Entre altres distincions festeres, ha rebut El Fadrí i el Voladoret d'Or, el Cepet d'Argent, el Lledó d'Or i la Carta Pobla dels Cavallers de la Conquesta.
És pare del senador Carlos Daniel Murria Climent.